# Albert Halper
Albert Halper (né en 1904 à Chicago et mort d'une leucémie en janvier 1984 à Pawling) est un écrivain américain. Il fut l'une des influences de Jack Kerouac, auteur de nouvelles, essais et romans.

## Ouvrages

### Romans
| - Union Square (1933, 1990) - Foundry (1934) - On the Shore (1934) - Chute (1937) | - Sons of the Fathers (1940) - Little People (1942, 1976) - Only an Inch from Glory (1943) - DruhaÌ Generace (1948) | - Golden Watch (1953) - Atlantic Avenue (1956) - Fourth Horseman of Miami Beach (1966) - Chicago Crime Book (1967) |

### Théâtre
- Top Man
- My Aunt Daisy

### Anthologie
- This is Chicago (1952)

### Mémoires
- Good-bye, Union Square : A Writer's Memoir of the Thirties (1970)